# Les Enfants du Placard
Les Enfants du Placard es el nombre de una película francesa de 1977 dirigida por Benoît Jacquot y protagonizada por Brigitte Fossey.

## Reparto
- Brigitte Fossey como Juliette.
- Lou Castel como Nicola.
- Jean Sorel como Berlu.
- Georges Marchal como the Father.
- Danièle Gégauff como the Mother.
- Christian Rist como Julien.
- Isabelle Weingarten como Laure.
- Hassane Fall como Diop.
- Sophie Baragnon como Juliette, niña.
- Vincent Balvet como Nicola, niño.
- Martine Simonet como la prostituta.

## Reconocimiento
| Año  | Premio        | Categoría    | Nominada        | Resultado |
| ---- | ------------- | ------------ | --------------- | --------- |
| 1978 | Premios César | Mejor actriz | Brigitte Fossey | Nominada  |